# 達奚珣
達奚 珣（たつけい じゅん、生年不詳 - 至徳2載（757年））は、唐の玄宗朝の官僚。安史の乱に際して洛陽を守ったが、降伏して安禄山に仕えて宰相に任じられた。唐の洛陽奪還の際、唐に降伏して処刑された。

## 経歴
洛州の出身。開元年間の初期に、河南河北宣撫使の陸余慶によって推薦され、名士として知られた。天宝11載（752年）頃、礼部侍郎として、宰相の楊国忠の子である楊暄の科挙明経の不合格を息子の達奚撫を通じて伝えた。この時に楊国忠の怒りを買い、結局、楊暄を上位で合格させたことが『新唐書』に記されている。なお、楊暄はすぐに達奚珣と同列となった。
天宝14載（755年）、河南尹として洛陽に赴任していた。安禄山が馬3千匹を6千の兵に持たせて献上すると上奏した時、変事が起こることを心配して止めることを上奏する。これは、玄宗に採用された。同年、安史の乱が勃発した。封常清の配下として、李憕・盧奕とともに洛陽の防御にあたった。攻めてきた安禄山軍によって、洛陽は陥落する。封常清は敗走し、李憕・盧奕・蔣清は処刑されたが、達奚珣は安禄山に降伏した。
至徳元載（756年）、洛陽にて、大燕皇帝を自称した安禄山によって、侍中に任命される。至徳2載（757年）、安禄山の死後に引き続き、その子の安慶緒に陳希烈・張均・張垍らとともに仕えた。唐側が安慶緒に勝利し、安慶緒が洛陽から逃亡した時、粛宗に降伏した。罪は斬刑にあたり、韋恒ら10名とともに腰斬された。

## 伝記資料
- 『旧唐書』
- 『新唐書』
- 『資治通鑑』